# Sylvain Lazarus
Sylvain Lazarus, född 1943, är en fransk sociolog, antropolog och författare. Han är professor vid Université Paris 8 Vincennes-Saint-Denis. Emellanåt använder han pseudonymen Paul Sandevince.

## Biografi
Sylvain Lazarus föddes år 1943. Han avlade doktorsexamen med avhandlingen L'anthropologie du nom; handledare var Georges Balandier.
I samband med studentrevolterna 1968 grundade bland andra Lazarus, Alain Badiou och Natacha Michel den maoistiska Union des Communistes de France marxiste-léniniste (UCFml). År 1985 upplöstes UCFml och de tre grundade istället Organisation politique (OP), en postleninistisk och postmaoistisk organisation. Med utgångspunkt i Marx, Lenins och Maos teorier värnade OP särskilt om de utländska arbetarnas villkor.